# Juan Maria Schuver

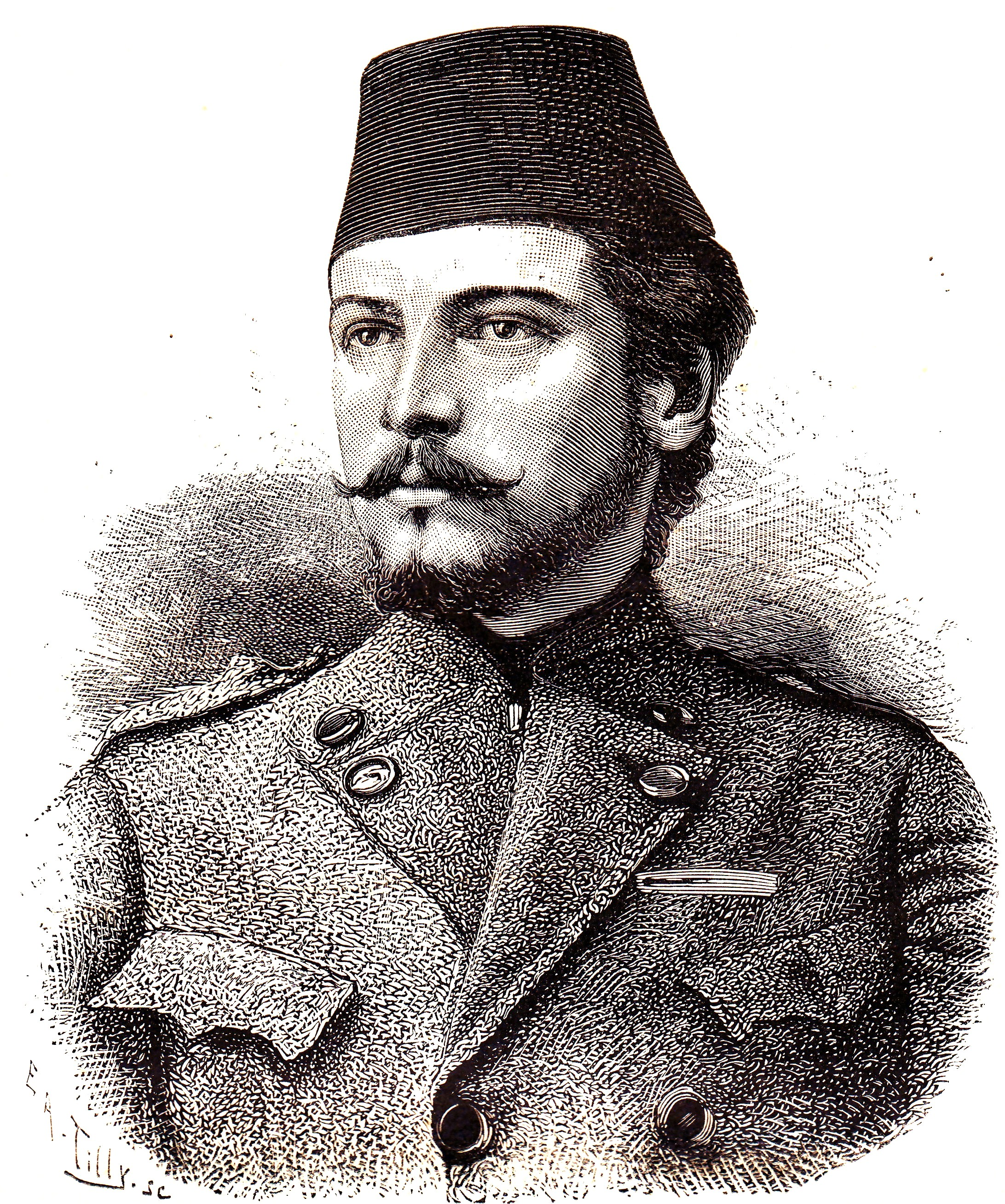
Juan Maria Schuver.

Juan Maria Schuver (nascido como Joannes Maria Schuver) (Amesterdão, 26 de fevereiro de 1852 - Tek, Sudão, agosto de 1883) foi um explorador neerlandês conhecido por ter realizado algumas viagens de exploração na região do atual Sudão.
Filho de um rico comerciante, Schuver viajou na sua juventude de forma extensa pela Europa, Médio Oriente e Norte de África. Aos 21 anos, trabalhou como correspondente privado para o diário neerlandês  Algemeen Handelsblad, cobrindo os acontecimentos que tiveram lugar na Terceira Guerra Carlista em Espanha. Posteriormente viajou pelos Balcãs e informou o Handelsblad sobre a guerra russo-turca de 1877-1878. Em 1879 morreu o seu pai e Schuver herdou uma fortuna. Nesse momento planeou realizar o sonho da sua vida, empreender uma expedição científica ao interior de África. Unido à Royal Geographical Society de Londres, estudou sobre diversos temas com o intuito de se preparar para a sua próxima viagem.
Em março de 1881 chegava a Cartum com um pequeno séquito e, posteriormente, passou a maior parte dos seguintes dois anos e pouco realizando explorações pelo sudeste do Sudão, em particular na bacia oriental do Nilo Branco e nas zonas montanhosas que rodeiam o alto Nilo Azul. No sul do Sudão tinha grande interesse pelos aspetos políticos e sociais da zona, e fez importantes observações históricas e etnográficas sobre as diversas tribos que encontrou. Schuver foi o primeiro europeu que determinou que o rio Dabus e o sudanês rio Yabus não eram o mesmo rio, como se supunha, mas sim dois rios diferentes, e em 1882 provou que era falso o rumor de que ambos os rios fluíam a partir do mesmo lago de montanha.
Em agosto de 1883, foi ferido fatalmente por uma lança durante una escaramuça com os membros da tribo Dinka em Tek, uma aldeia onde foi em viagem de dois dias partindo da guarnição de Meshra-el-Rek.
Schuver manteve extensos cadernos durante a expedição, e os objetos recolhidos durante a sua estadia no Sudão estão hoje no Museu Nacional de Etnologia em Leiden.

## Obras sobre Juan Maria Schuver
- Juan Maria Schuvers Travels in North East Africa, 1880-83. Hakluyt Society, 1996.